# Euler-függvény

Az Euler-féle φ-függvény grafikonja

A {\displaystyle \varphi (n)}-nel jelölt Euler-függvény (vagy Euler-féle fí-függvény) a matematikában a számelmélet, különösen a moduláris számelmélet egyik igen fontos függvénye, egy egész számokon értelmezett egész értékű ún. számelméleti függvény. J. J. Sylvester 1879-ben a totient (kb. „annyiszoros”, magyarul a hányados-kvóciens mintájára esetleg tóciens) függvény nevet adta neki.
Legelemibb meghatározása, hogy egy adott pozitív egész számhoz a nála nem nagyobb relatív prím pozitív egész számok számát adja meg.
Formálisan:
{\displaystyle \varphi (n)=|\{k\in \mathbb {Z} |0<k\leq n\wedge (n,k)=1\}|\quad ({\text{ahol}}\ n\in \mathbb {N} )}
Egy másik, de fentivel teljességgel azonos függvényt adó értelmezésben e függvény a modulo n redukált maradékosztályok számát adja meg (ez gyakorlatilag ugyanaz, mint az előbbi definíció, elvontabban, a maradékaritmetika kifejezéseivel megfogalmazva).
Félig-meddig explicit (a számelmélet alaptételét használó) képlet is adható e függvény kiszámítására, ld. lentebb.
Általánosítása a Jordan-függvény.

## Értékei kis számokra
| {\displaystyle n}        | 01 | 02 | 03 | 04 | 05 | 06 | 07 | 08 | 09 | 10 | 11 | 12 | 13 | 14 | 15 | 16 | 17 | 18 | 19 | 20 | 21 | 22 | 23 | 24 | 25 |
| {\displaystyle \phi (n)} | 1  | 1  | 2  | 2  | 4  | 2  | 6  | 4  | 6  | 4  | 10 | 4  | 12 | 6  | 8  | 8  | 16 | 6  | 18 | 8  | 12 | 10 | 22 | 8  | 20 |

| {\displaystyle n}        | 26 | 27 | 28 | 29 | 30 | 31 | 32 | 33 | 34 | 35 | 36 | 37 | 38 | 39 | 40 | 41 | 42 | 43 | 44 | 45 | 46 | 47 | 48 | 49 | 50 |
| {\displaystyle \phi (n)} | 12 | 18 | 12 | 28 | 8  | 30 | 16 | 20 | 16 | 24 | 12 | 36 | 18 | 24 | 16 | 40 | 12 | 42 | 20 | 24 | 22 | 46 | 16 | 42 | 20 |

| {\displaystyle n}        | 51 | 52 | 53 | 54 | 55 | 56 | 57 | 58 | 59 | 60 | 61 | 62 | 63 | 64 | 65 | 66 | 67 | 68 | 69 | 70 | 71 | 72 | 73 | 74 | 75 |
| {\displaystyle \phi (n)} | 32 | 24 | 52 | 18 | 40 | 24 | 36 | 28 | 58 | 16 | 60 | 30 | 36 | 32 | 48 | 20 | 66 | 32 | 44 | 24 | 70 | 24 | 72 | 36 | 40 |

| {\displaystyle n}        | 76 | 77 | 78 | 79 | 80 | 81 | 82 | 83 | 84 | 85 | 86 | 87 | 88 | 89 | 90 | 91 | 92 | 93 | 94 | 95 | 96 | 97 | 98 | 99 | 100 |
| {\displaystyle \phi (n)} | 36 | 60 | 24 | 78 | 32 | 54 | 40 | 82 | 24 | 64 | 42 | 56 | 40 | 88 | 24 | 72 | 44 | 60 | 46 | 72 | 32 | 96 | 42 | 60 | 40  |

## Legfontosabb tulajdonságai

### Multiplikativitás
Talán a legfontosabb tulajdonsága, hogy („gyengén”) multiplikatív, azaz relatív prím számok szorzatán ugyanazt az értéket veszi fel, mint ami a két számon felvett értékének szorzata:
Például:
- a=7 az prím szám, és {\displaystyle \varphi (7)=6}
- b=11 szintén prím, és {\displaystyle \varphi (11)=10}

(lásd az Értékei kis számokra c. táblázatot)
A két prímszám szorzata: {\displaystyle 7\cdot 11=77}, valamint {\displaystyle \varphi (77)=60}, ami pontosan {\displaystyle 6\cdot 10}.

### Kiszámítása
- Viszonylag könnyű belátni a következőket:
  - Ha {\displaystyle n=p} prímszám, akkor {\displaystyle \varphi (p)=p-1} (mert éppen akkor prím egy p egész szám, ha minden nála kisebb pozitív szám relatív prím hozzá, különben lenne önmagánál kisebb prímosztója!) .
  - Ha {\displaystyle n=p^{\alpha }\ \ \ (\alpha \in \mathbb {Z} ^{+})} prímhatvány, akkor {\displaystyle \varphi (p^{\alpha })=p^{\alpha }-p^{\alpha -1}=p^{\alpha }\left(1-{\frac {1}{p}}\right)}
- Általánosabb n-re a multiplikativitás és az előző kis tulajdonság alapján, a számelmélet alaptétele felhasználásával számítható ki;
- Bár talán még elemibb módszer, ha csak a szitaformulát használjuk. Ekkor az így kapott képletből is adódik a multiplikativitás (mindkét módszer persze ugyanazt a képletet eredményezi): ha {\displaystyle n=p_{1}^{\alpha _{1}}p_{2}^{\alpha _{2}}...p_{m}^{\alpha _{m}}=\prod _{i=1}^{m}{p_{i}^{\alpha _{i}}}}, {\displaystyle m\in \mathbb {N} ^{+},\ \forall i\in \left\{1,2,.,...,m\right\}:\left(\alpha _{i}\in \mathbb {N} ^{+}\right)}, és {\displaystyle p_{i}} (páronként) különböző prímek, akkor érvényes

ahol tehát {\displaystyle m} az {\displaystyle n} szám különböző prímtényezőinek száma, {\displaystyle p_{i}} pedig valamely prímtényezője. A képlet n=0,1-re nem alkalmazható, de mind az elemi, mind a formális definíció szerint φ(0)=0, φ(1)=1.
Például φ(10) = 10×(1-1/2)×(1-1/5) = 10×(1/2)×(4/5)=4; és valóban az 1,2,3,4,5,6,7,8,9,10 számok közt négy darab 10-hez relatív prím van: 1, 3, 7, és 9.
A Möbius-függvény segítségével ez
alakban írható.

### Az osztókra összeadva
Ez bizonyítható az explicit formulából, de így is: vegyük az
törteket. Ezek száma nyilván n. Írjuk mindegyiket egyszerűsített formában! Ekkor ezek a/d alakú törtek lesznek, ahol d osztója n-nek. Adott d-hez azok az a számlálók adódnak, amelyekkel egyszerűsített törtet alkot, azaz, ha {\displaystyle (a,d)=1}. Innen adódik a kívánt azonosság.

## Tóciens számok
Egy totient vagy tóciens szám (a kvóciens mintájára) az Euler-függvény által felvett érték, tehát a φ függvény értékkészletének egy eleme. Olyan m egész, amihez létezik legalább egy olyan n, amire φ(n) = m. A tóciens m szám valenciáján vagy multiplicitásán az előbbi egyenlet megoldásainak számát értjük (tehát hogy a φ függvény hányszor veszi fel az m értéket). Egy nontóciens szám alatt olyan természetes számot értünk, ami nem tóciens szám; az egynél nagyobb páratlan számok mind ilyenek, de rajtuk kívül is végtelen sok nontóciens szám létezik, és minden páratlan számnak létezik páros, nontóciens többszöröse.
Az x-nél kisebb tóciens számok határértéke
{\displaystyle {\frac {x}{\log x}}\exp \left({(C+o(1))(\log \log \log x)^{2}}\right)\ },
ahol a konstans C = 0,8178146... .
Ha a multiplicitást figyelembe véve számoljuk össze, az x-nél kisebb tóciens számokat megadó képlet:
{\displaystyle \vert \{n:\phi (n)\leq x\}\vert ={\frac {\zeta (2)\zeta (3)}{\zeta (6)}}\cdot x+R(x)\ },
ahol az R hibatag nagyságrendje legfeljebb {\displaystyle x/(\log x)^{k}} bármilyen pozitív k-ra.
Ismert az is, hogy m multiplicitása végtelen sokszor haladja meg mδ-t, amennyiben δ < 0,55655.

### Ford tétele
(Ford 1999) igazolta, hogy minden k ≥ 2 egész számhoz létezik k multiplicitású m tóciens szám; tehát amire a φ(n) = m egyenletnek pontosan k megoldása van; az eredményt korábban Wacław Sierpiński sejtette meg, Schinzel H hipotézise folyományaként. Valóban, minden előforduló multiplicitás végtelen sokszor is előfordul.
Nem ismerünk azonban olyan m számot, melynek multiplicitása k = 1. A Carmichael-sejtés állítása szerint nem is létezik ilyen m.

## Ritkán tóciens számok
A ritkán tóciens számok koncepcióját David Masser és Peter Man-Kit Shiu alkották meg 1986-ban. Megmutatták, hogy minden primoriális ritkán tóciens. 
Egy n természetes szám pontosan akkor ritkán tóciens, ha minden m > n természetes számra:
{\displaystyle \varphi (m)>\varphi (n),}
ahol {\displaystyle \varphi } az Euler-függvényt jelenti.

## Erősen tóciens számok
Az elgondolás hasonló, mint az erősen összetett számoké: egy erősen tóciens szám (highly totient number) olyan k egész szám, amire több megoldása van a
φ(x) = k
egyenletnek – φ az Euler-függvényt jelöli – mint bármely nála kisebb egésznek.  Nagyobb a valenciája vagy multiplicitása, mint a nála kisebb számoknak.

## Kotóciens
Az n szám kotóciense éppen n − φ(n). Értéke megegyezik az n-nél nem nagyobb, n-nel legalább egy közös prímtényezővel bíró számokéval.
A nonkotóciens számok azok a számok, melyek nem fordulnak elő semmilyen szám kotócienseként sem, tehát az m − φ(m) = n egyenletnek nincs megoldása m-re.

### Erősen kotóciens számok
Egy erősen kotóciens szám (highly cototient number) olyan k>1 egész szám, amire több megoldása van a következő egyenletnek:
x − φ(x) = k,
mint bármely 1<n<k egész szám esetében, tehát ami több számnak kotóciense, mint bármely nála kisebb 1-nél nagyobb egész. Az egyenletben φ az Euler-függvényt jelöli. Mivel a k = 1 esetben az egyenletnek végtelen sok megoldása van, ezért ezt az értéket kihagyták a definícióból.

## Egyéb
- Külföldön néha Euler's totient functionnak, azaz kb. „Euler annyiszoros-függvényének” nevezik, itt a totient szó a latin eredetű totiens (annyiszor(os), ahány) szóból származik, állítólag a quotiens („hányszoros”, azaz hányados, kvóciens) mintájára alkotta meg J. J. Sylvester 1879-ben: „The so-called φ function of any number I shall here and hereafter designate as its τ function and call its Totient.” .
- Néha a Gamma-függvényt is nevezik Euler-féle gammafüggvénynek.
- A Mathematica programban az EulerPhi függvénnyel számolható ki az értéke.